# François Prouveur
François Prouveur was van 1599 tot 1648 kwartierschout van Kempenland en woonachtig in Oirschot.

## Functie
In de periode dat François Prouveur leefde was er behalve de schout of drossard van de (plaatselijke) heer nog de schout van de hertog. Deze door de hertog te ontslaan/benoemde  schout was hoger in rang dan de plaatselijke schout. De kwartierschout was voorzitter van de schepenbanken in het gebied en voorzitter van het bestuur van het gebied.  Zo verrichtte hij bijvoorbeeld formeel de benoeming en beëdiging van de schepenen elk jaar op de eerste maandag na 6 januari (driekoningen). De kwartierschout kon een plaatsvervanger of stadhouder benoemen om hem te assisteren bij zijn werkzaamheden en vertegenwoordigen bij afwezigheid. Voor het gebied zie Kempenland. Boven de kwartierschouten stond de hoogschout als hoogste ambtenaar van de Meierij van 's-Hertogenbosch.

## Geschiedenis
In een van documenten die bewaard zijn gebleven uit de periode dat François Prouveur kwartierschout was geeft hij zelf aan dat hij sinds 1598 in functie is  (schepenen van Oirschot d.d. 27-06-1640). Dit zou ongeveer kunnen kloppen, daarom wordt algemeen aangenomen dat hij in 1598 of 1599 is benoemd tot kwartierschout van Kempenland. Omdat de hertog in 1559 zijn helft van de Oirschotse heerlijkheid had verpand aan zijn collega halfheer was tot  19 mei 1618 het gebied dat François Prouveur namens de hertog bestuurde exclusief de heerlijkheid Oirschot.  Na het aflossen van de schuld (lossing) in 1618 werd François Prouveur benoemd tot schout van Oirschot. Uit de akte van lossing die toen is opgemaakt valt de concluderen dat hij bij die benoeming bijzondere volmachten kreeg die hij kon overdragen aan een speciaal voor Oirschot aan te stellen stadhouder. De benoemingsbrief is echter niet bewaard gebleven zodat we niet precies weten wat die volmachten waren. François Prouveur benoemde drie dagen later (op 22 mei 1618) Jaspar Philipsen van Esch als stadhouder van Oirschot. Uit de documenten en omstandigheden wordt  wel duidelijk dat François Prouveur hoog gewaardeerd werd zowel in Oirschot als in Brussel.
Zijn positie begint te wankelen  na de val van 's Hertogenbosch in 1629. In eerste instantie laat de staten generaal het bestuur in de Meijerij ongemoeid. Maar onder leiding van de kwartierschouten is er verzet tegen het nieuwe bewind, ze blijven spaansgezind. Als de staten generaal dit merken benoemen zij in 1635 een kwartierschout (Eustatius van Assendelft) voor Kempenland. Deze kwartierschout, benoemd door de Zeven Provinciën, komt echter nooit aan in Kempenland. De gouverneur van 's Hertogenbosch, van Brederode, krijgt opdracht om de kwartierschouten van de hertog gevangen te nemen. De drie anderen worden gevangen genomen maar François Prouveur weet aan arrestatie te ontsnappen en verdwijnt uit Oirschot. Wel wordt de bestuurlijke administratie in opdracht van Hendrick Bergaigne in beslag genomen. Nadat de andere kwartierschouten weer worden vrijgelaten en Eustatius van Assendelft overlijdt, keert François Prouveur 10 januari 1636 weer terug naar Oirschot. Door de vrede van Munster (1648) eindigt zijn functie definitief.      

## Familie
De moeder van François Prouveur was Marijken Cheres (ook wel geschreven als Cheris of Zeris), dochter van Jacob Cheres en Aleijt van Breugel. Algemeen wordt Cornelis de Bever, zoon van Jan de Bever en Hillegont van Veen, gezien als zijn biologische vader. Zijn vader Cornelis was gehuwd met Clara Cheres een zus van zijn moeder, en begon ook een amoureuze verhouding met zijn moeder die in hetzelfde huis woonde. Toen zijn moeder Marijken Cheres zwanger raakte werd ze gekoppeld aan Jan Frans Willemss met wie zij trouwde en werd François Prouveur binnen dit huwelijk geboren. Maar het lekte uit dat ze al voor het huwelijk zwanger was en er volgde in 1569 een gerechtelijk onderzoek. Uit het onderzoek komt zoveel bewijs naar boven dat het waarschijnlijk is dat Cornelis de Bever inderdaad de vader is. Maar omdat zijn biologische vader al gehuwd was en de verhouding met zijn moeder werd gezien als incestueus overspel kan François niet de naam, de Bever, gaan voeren. 
François Prouveur trouwt voor 15-06-1626 met Joanna Eelkens, dochter van Hendrick Janszoon Hendriks en Anna Hendrickdochter de Hont. Ze krijgen samen zes kinderen: Joncker Frederick, Joncker Hendrick, Jouffrouw Barbara, Jouffrouw Anna, Jouffrouw Maria en Jouffrouw Walburgis.

## Bezit
In 1603 koopt François Prouveur het Steenhuys in Oirschot van Joncker Rychardt van Vlierden, en later verhuist hij naar het Hooghuys. Hij bezat ook een watermolen "de Kersop" te Riethoven en landerijen onder de Dommel. Verder bezat hij twee huizen aan de oude Dieze te 's-Hertogenbosch. Op 27 april 1647 laat hij zijn testament opmaken in Oirschot bij notaris Henriek Leermakers. Op 10 en 12 juli 1651 werd in Oirschot in zijn sterfhuis door deze notaris de inventaris en nalatenschap opgemaakt.